# SN 2006dw
SN 2006dw – supernowa typu Ia odkryta 23 lipca 2006 roku w galaktyce A161743+3457. W momencie odkrycia miała maksymalną jasność 15,80m.